# Lajoskomárom
Lajoskomárom är en ort i Ungern.   Den ligger i provinsen Fejér, i den västra delen av landet, 90 km sydväst om huvudstaden Budapest. Lajoskomárom ligger 145 meter över havet och antalet invånare är 2 365.
Terrängen runt Lajoskomárom är platt. Runt Lajoskomárom är det ganska glesbefolkat, med 28 invånare per kvadratkilometer. Närmaste större samhälle är Enying, 12,2 km nordväst om Lajoskomárom. Trakten runt Lajoskomárom består till största delen av jordbruksmark.